# Frontera entre Bosnia-Herzegovina y Croacia
La frontera entre Bosnia-Herzegovina y Croacia es la frontera internacional entre Croacia, estado integrado a la Unión Europea desde el 1 de julio de 2013, y Bosnia-Herzegovina. Es una de las fronteras exteriores de la Unión Europea.

## Trazado

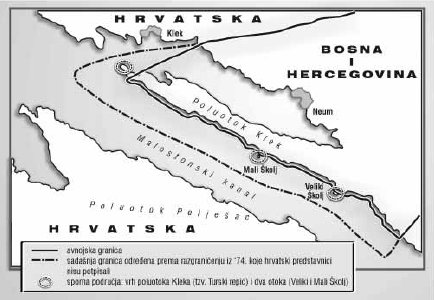
Bordes de Bosnia-Herzegovina cerca de Neum en la península de Klek, modificada en 1999.

El trazado empieza en el trifinio entre ambos estados y Serbia sobre el río Sava cerca de Vršani. Sigue el curso del río hasta Jasenovac, desde donde continúa por el río Una hasta Novi Grad; entonces abandona el curso del río para retomarlo cerca de Bihać. Desde la ciudad de Martin Brod continúa por un camino de cerros poco poblado, casi paralelamente al mar, hasta acercarse al mar Adriático entre Klek y Neum. Después de 20 km de costa, retoma el recorrido hasta el trifinio con Montenegro.
Está dividida en dos tramos: uno de más de 830 kilómetros en dirección suroeste-norte (al norte de Neum), que se extiende como una línea paralela al mar Adriático siguiendo el río Sava y atravesando ocho condados croatas, y más de 100 kilómetros al sur de Neum, donde el condado de Dubrovnik-Neretva separa Bosnia del litoral adriático.

## Historia
La frontera ya existía desde los días de la República de Venecia, que en 1699, bajo la paz de Karlowitz expandió a expensas del Imperio otomano sus posesiones en Dalmacia. En 1797 Venecia fue anexada al Imperio austríaco. En el periodo 1809-1813 las tierras venecianas eran parte de Francia, y después formaron parte de las Provincias Ilirias para volver de nuevo bajo el dominio austriaco. Durante el periodo del Imperio austrohúngaro, la parte húngara del Reino de Croacia-Eslavonia y la Dalmacia limitaron con la Bosnia otomana. Después de la nueva anexión de Bosnia y Herzegovina en Austria, la frontera estableció el perfil que permanece hasta hoy, aunque en el periodo de entreguerras fue parcialmente modificado. En los años 1946-1991 fue una frontera interna a la República Federativa Socialista de Yugoslavia. Desde 1991 es otra vez una frontera entre dos estados independientes, después de las declaraciones de independencia de Bosnia-Herzegovina y de Croacia. La frontera se confirmó a 1995 con los acuerdos de Dayton.